# Stuart O’Grady
Stuart O’Grady (ur. 6 sierpnia 1973 w Adelaide) – australijski kolarz torowy i szosowy. Jeszcze jako amator został mistrzem olimpijskim i mistrzem świata. Jako zawodowiec wygrał m.in. 3 etapy w Tour de France. Specjalizował się w sprincie i jeździe na czas.

## Specjalność
Stuart O’Grady był znany ze swej wszechstronności, ale dzięki przeszłości na torze miał duże umiejętności sprinterskie. Zdolność utrzymywania tempa i w miarę dobre umiejęstności wspinaczkowe pozwalały mu na częste uczestniczenie w ucieczkach z peletonu. Dzięki temu był jednym z najbardziej rzucających się w oczy kolarzy na Tour de France. Kiedy nie walczył na finalnym sprincie z McEwenem, Zabelem, Óscar Freire i spółką, znajdował się w grupie odważnych, próbujących szczęścia w czołowej grupce. Z wyżej wymienionych powodów O’Grady dobrze czuł się również w jeździe na czas.

## Przebieg kariery sportowej
Pod wpływem ojca, który sam również był kolarzem, O’Grady zaczął aktywnie jeździć na rowerze w wieku 13 lat. Swoje pierwsze znaczące sukcesy zaczął odnosić jeszcze jako amator, na olimpiadzie w Barcelonie, gdzie z kolegami z drużyny - Brettem Aitkenem, Stephenem McGlede oraz Shaunem O’Brienem zdobył srebrny medal w wyścigu drużynowym na dochodzenie na 4000 m. W następnym roku udało się Aussies razem z O’Gradym zrewanżować i wygrali mistrzostwa świata ustanawiając jednocześnie rekord świata, należący wcześniej do zwycięzców z olimpiady - Niemców.
Od roku 1995 Stuart O’Grady był zawodowcem i startował na szosie. Wygrał m.in. 3 etapy w Tour de France. Nie pokazywał się zbytnio w wyścigach klasycznych, ale 1 sierpnia 2004 udało mu się wygrać HEW-Cyclassics w Hamburgu, jak również Paryż-Roubaix 2007. Całkiem inaczej w Tour de France: dzięki swoim wszechstronnym umiejętnościom często widać go było w sprintach grupowych i w ucieczkach. Był rozpoznawany przez kibiców, mimo że nie zdobywał wysokich pozycji w klasyfikacji generalnej. W walce o zieloną koszulkę czterokrotnie zajmował drugie miejsce (1998, 1999, 2001 i 2005).
Na olimpiadzie w Atenach zasygnalizował powrót do dawnych sukcesów i wygrał razem z Graeme Brownem w wyścigu parami na torze, (tzw. madison). W gruncie rzeczy nie przestał ścigać się na torze - często występował na wyścigach sześciodniowych.
Karierę zakończył po ukończeniu Tour de France 2013. Kilka dni później przyznał się do stosowania dopingu w 1998 roku.

## Najważniejsze zwycięstwa i sukcesy

### tor
- 1992
  -  2. miejsce w igrzyskach olimpijskich (wyścig druż. na dochodzenie)
- 1993
  -  1. miejsce w mistrzostwach świata (wyścig druż. na dochodzenie)
- 1994
  - 1. miejsce w Igrzyskach Wspólnoty Narodów (wyścig druż. na dochodzenie)
  - 1. miejsce w Igrzyskach Wspólnoty Narodów (scratch)
  - 2. miejsce w Igrzyskach Wspólnoty Narodów (wyścig punktowy)
  - 3. miejsce w Igrzyskach Wspólnoty Narodów (wyścig ind. na dochodzenie)
  -  3. miejsce w mistrzostwach świata (wyścig druż. na dochodzenie)
- 1995
  -  1. miejsce w mistrzostwach świata (wyścig druż. na dochodzenie)
  -  3. miejsce w mistrzostwach świata (wyścig ind. na dochodzenie)
- 1996
  -  3. miejsce w igrzyskach olimpijskich (wyścig druż. na dochodzenie)
  -  3. miejsce w igrzyskach olimpijskich (wyścig punktowy)
- 2004
  -  1. miejsce w igrzyskach olimpijskich (madison)

### szosa
- 1998
  - 1. miejsce w Tour of Britain
    - 1. miejsce na 2. i 7. etapie

  - 1. miejsce na 14. etapie Tour de France
    -  koszulka lidera przez trzy etapy

  - 1. miejsce na 2. etapie Tour de Luxembourg
- 1999
  - 1. miejsce w Tour Down Under
    - 1. miejsce na 3. i 5. etapie
- 2000
  - 1. miejsce na 3. etapie Grand Prix du Midi Libre
- 2001
  - 1. miejsce w Tour Down Under
  - 1. miejsce na 5. etapie Tour de France (jazda druż. na czas)
    -  koszulka lidera przez pięć etapów
- 2003
  -  1. miejsce w mistrzostwach Australii (start wspólny)
  - 1. miejsce na 6. i 8. etapie Tour de Langkawi
- 2004
  - 1. miejsce w Vattenfall Cyclassics
  - 1. miejsce na 5. i 7. etapie Critérium du Dauphiné
  - 1. miejsce na 5. etapie Tour de France
  - 1. miejsce na 1. etapie Post Danmark Rundt
- 2007
  - 1. miejsce w Paryż-Roubaix
- 2008
  - 1. miejsce w Herald Sun Tour
    - 1. miejsce na 2. i 5. etapie